# K League Classic 2017
La K League Classic 2017 es la 35a temporada de la división más alta del fútbol en Corea del Sur desde el establecimiento en 1983 como K-League, y la quinta y última temporada con el nombre, K League Classic.
Participan 12 equipos: 10 de la edición anterior, y 2 ascendidos de la K League Challenge 2016. El FC Seoul es el campeón defensor, habiendo ganado su sexto título.

## Ascensos y descensos
| Pos. | Descendidos de la K League Classic 2016 |
| ---- | --------------------------------------- |
| 11.º | Seongnam FC                             |
| 12.º | Suwon FC                                |

| Pos. | Ascendidos de la K League Challenge 2016 |
| ---- | ---------------------------------------- |
| 2.º  | Daegu FC                                 |
| 3.º  | Gangwon FC                               |

## Equipos
Los clubes Suwon FC y Seongnam FC fueron relegados al ocupar las posiciones 11 y 12, respectivamente. Sus lugares fueron ocupados por Daegu FC y Gangwon FC, quienes ganaron su cupo al ocupar las posiciones 1 y 2 de la K League Challenge 2016. El Daegu FC jugó por última vez la categoría en el 2013, y el Gangwon FC lo hizo en el 2012.
| Club                    | Ciudad    | Propietario / Patrocinador        |
| ----------------------- | --------- | --------------------------------- |
| Gwangju FC              | Gwangju   | Gobierno de Gwangju               |
| Incheon United          | Incheon   | Gobierno de Incheon, Shinhan Bank |
| Jeju United             | Jeju      | SK Group                          |
| Jeonbuk Hyundai Motors  | Jeonbuk   | Hyundai Motor Company             |
| Jeonnam Dragons         | Gwangyang | POSCO                             |
| Pohang Steelers         | Pohang    | POSCO                             |
| Sangju Sangmu           | Sangju    | Korea Armed Forces Athletic Corps |
| Seongnam FC             | Seongnam  | Gobierno de Seongnam              |
| FC Seoul                | Seoul     | GS Group                          |
| Suwon FC                | Suwon     | Gobierno de Suwon                 |
| Suwon Samsung Bluewings | Suwon     | Samsung Electronics               |
| Ulsan Hyundai           | Ulsan     | Hyundai Heavy Industries          |

### Estadios
| Daegu FC                       | Gangwon FC                   | Gwangju FC                     | Incheon United               | Jeju United                  | Jeonbuk Hyundai Motors        |
| ------------------------------ | ---------------------------- | ------------------------------ | ---------------------------- | ---------------------------- | ----------------------------- |
| Estadio de Daegu               | Alpensia Ski Jumping Stadium | Estadio Mundialista de Gwangju | Estadio de Fútbol de Incheon | Estadio Mundialista de Jeju  | Estadio Mundialista de Jeonju |
| Capacidad: 66,422              | Capacidad: 11,000            | Capacidad: 40,245              | Capacidad: 20,891            | Capacidad: 35,657            | Capacidad: 42,477             |
|                                |                              |                                |                              |                              |                               |
| Jeonnam Dragons                | Pohang Steelers              | Sangju Sangmu                  | FC Seoul                     | Suwon Samsung Bluewings      | Ulsan Hyundai                 |
| Estadio de Fútbol de Gwangyang | Estadio Steel Yard           | Sangju Civic Stadium           | Estadio Mundialista de Seúl  | Estadio Mundialista de Suwon | Estadio Mundialista de Ulsan  |
| Capacidad: 13,496              | Capacidad: 17,443            | Capacidad: 15,042              | Capacidad: 66,704            | Capacidad: 43,959            | Capacidad: 44,102             |
|                                |                              |                                |                              |                              |                               |

## Jugadores foráneos
La liga restringe el número de jugadores extranjeros a cuatro por equipo, pudiendo cada club incluir un quinto futbolista foráneo siendo este un jugador de algún país miembro de la AFC.
| Club                    | Jugador 1           | Jugador 2        | Jugador 3           | Jugador Asia         |
| ----------------------- | ------------------- | ---------------- | ------------------- | -------------------- |
| Daegu FC                | Léo Mineiro         | Cesinha          | Evandro             |                      |
| Gangwon FC              | Diego Maurício      | Gerson           | Jonathan Nanizayamo | Lương Xuân Trường    |
| Gwangju FC              | Wanderson           | Niall McGinn     | Olivier Bonnes      | Tomoki Wada          |
| Incheon United          | Wesley              | Gordan Bunoza    |                     | Connor Chapman       |
| Jeju United             | Magno Cruz          | Frédéric Mendy   |                     | Aleksandar Jovanović |
| Jeonbuk Hyundai Motors  | Edu                 | Ricardo Lopes    | Éder                |                      |
| Jeonnam Dragons         | Jair                | Vedran Jugović   | Róbert Feczesin     | Tomislav Mrčela      |
| Pohang Steelers         | Lulinha             | Muralha          | Wanderson           |                      |
| FC Séoul                | Ivan Kovačec        | Dejan Damjanović | Osmar Barba         | Khaled Shafiei       |
| Suwon Samsung Bluewings | Johnathan           | Santos           | Damir Šovšić        | Matthew Jurman       |
| Ulsan Hyundai           | Richard Windbichler | Mislav Oršić     | Danijel Subotić     | Takuma Abe           |

## Tabla de posiciones
| Pos | Equipos            | PJ | PG | PE | PP | GF | GC | Dif. | Pts. |  |
| --- | ------------------ | -- | -- | -- | -- | -- | -- | ---- | ---- |  |
| 01. | Jeonbuk Motors FC  | 38 | 22 | 09 | 07 | 73 | 35 | +38  | 75   |  |
| 02. | Jeju United        | 38 | 19 | 09 | 10 | 60 | 37 | +23  | 66   |  |
| 03. | Suwon Bluewings FC | 38 | 17 | 13 | 08 | 63 | 41 | +22  | 64   |  |
| 04. | Ulsan Hyundai      | 38 | 17 | 11 | 10 | 42 | 45 | -3   | 62   |  |
| 05. | FC Seoul           | 38 | 16 | 13 | 09 | 56 | 42 | +14  | 61   |  |
| 06. | Gangwon FC         | 38 | 13 | 10 | 15 | 59 | 65 | -6   | 49   |  |
|     |                    |    |    |    |    |    |    |      |      |  |
| 07. | Pohang Steelers    | 38 | 15 | 07 | 16 | 64 | 60 | +4   | 52   |  |
| 08. | Daegu FC           | 38 | 11 | 14 | 13 | 50 | 52 | -2   | 47   |  |
| 09. | Incheon United     | 38 | 07 | 18 | 13 | 32 | 53 | -21  | 39   |  |
| 10. | Jeonnam Dragons    | 38 | 08 | 11 | 19 | 53 | 69 | -16  | 35   |  |
| 11. | Sangju Sangmu      | 38 | 08 | 11 | 19 | 41 | 66 | -25  | 35   |  |
| 12. | Gwangju FC         | 38 | 06 | 12 | 20 | 33 | 61 | -28  | 30   |  |

- PJ=Juegos; PG=Victorias; PE=Empates; PP=Derrotas; GF=Goles a favor; GC=Goles en contra; Dif=Diferencia de goles, Pts=Puntos.

Fuente:
|  | Liga de Campeones 2018 (Fase de grupos)  |
|  | Liga de Campeones 2018 (Ronda play-off)  |
|  | Play-off para la K League Challenge 2017 |
|  | Descenso a la K League Challenge 2018    |

## Playoff descenso
Se enfrentan el penúltimo de la K League Classic contra el segundo clasificado de la K League Challenge en partidos de ida y vuelta. El ganador juega la próxima temporada en la K League Classic 2018.
| Equipo 1    | Agr.  | Equipo 2         | Ida   | Vuelta           |
| ----------- | ----- | ---------------- | ----- | ---------------- |
| Busan IPark | 1 - 1 | Sangju Sangmu FC | 0 - 1 | 1 - 0 (prórroga) |

Sangju Sangmu FC clasificó ganando la definición por penales 5-4 luego de que el resultado agregado terminase empatado 1-1.
- Sangju Sangmu FC restiende en la K League Classic, Busan IPark restiende en la K League Challenge..

## Goleadores
Al 28 de mayo.
| Pos. | Jugador          | Club                    | Goles |
| ---- | ---------------- | ----------------------- | ----- |
| 1    | Jair             | Jeonnam Dragons         | 9     |
| 2    | Dejan Damjanović | FC Seoul                | 8     |
| 2    | Yang Dong-hyun   | Pohang Steelers         | 8     |
| 4    | Evandro          | Daegu FC                | 6     |
| 4    | Marcelo Toscano  | Jeju United             | 6     |
| 4    | Diego Maurício   | Gangwon FC              | 6     |
| 4    | Kim Shin-wook    | Jeonbuk Hyundai Motors  | 6     |
| 8    | Lulinha          | Pohang Steelers         | 5     |
| 8    | Léo Mineiro      | Daegu FC                | 5     |
| 10   | Kim Ho-nam       | Sangju Sangmu           | 4     |
| 10   | Johnathan        | Suwon Samsung Bluewings | 4     |
| 10   | Park Chu-young   | FC Seoul                | 4     |
| 10   | Santon           | Suwon Samsung Bluewings | 4     |
| 10   | Frédéric Mendy   | Jeju United             | 4     |

## Premios

### Jugador más valioso de la jornada
| Jorn. | JMV             | Club                   |
| ----- | --------------- | ---------------------- |
| 1     | Lee Keun-ho     | Gangwon FC             |
| 2     | Yang Dong-hyun  | Pohang Steelers        |
| 3     | Lee Chan-dong   | Jeju United            |
| 4     | Moon Seon-min   | Incheon United         |
| 5     | Lulinha         | Pohang Steelers        |
| 6     | Éder            | Jeonbuk Hyundai Motors |
| 7     | Frédéric Mendy  | Jeju United            |
| 8     | Joo Min-kyu     | Sangju Sangmu          |
| 9     | Marcelo Toscano | Jeju United            |
| 10    | Jair            | Jeonnam Dragons        |
| 11    | Kim Seong-jun   | Sangju Sangmu          |
| 12    | Lee Keun-ho     | Gangwon FC             |

## Campeón
|                                           |
|                                           |
| Campeón Jeonbuk Hyundai Motors 5.º título |